# Fritzi Schwingl
Friederike Schwingl, detta Fritzi (Vienna, 28 luglio 1921 – Kötschach-Mauthen, 9 luglio 2016), è stata una canoista austriaca.

## Palmarès

### Olimpiadi
- Bronzo a Londra 1948 nel K1 500 metri.

### Mondiali - Velocità
- Argento a Copenaghen 1950 nel K2 500 metri.
- Argento a Mâcon 1954 nel K1 500 metri.
- Bronzo a Londra 1948 nel K2 500 metri.
- Bronzo a Copenaghen 1950 nel K1 500 metri.

### Mondiali - Slalom
- Oro a Ginevra 1949 nel folding K1 a squadre.
- Oro a Steyr 1951 nel folding K1 a squadre.
- Oro a Merano 1953 nel folding K1.
- Argento a Ginevra 1949 nel folding K1.
- Argento a Steyr 1951 nel folding K1.
- Bronzo a Merano 1953 nel folding K1 a squadre.
- Bronzo a Augusta 1957 nel folding K1 a squadre.